# Вулиця Шевченка (Липецьк)
Ву́лица Шевче́нка (рос. улица Шевченко) — вулиця в Правобережному окрузі Липецька.
Вулиця пролягає в районі Студьоновського рудоуправління від вулиці Урицького до безіменного проїзду біля залізничного переїзду на лінії Грязі — Єлець (між вулицями Вавилова та Новокар'єрною).
Вулицю утворено 21 серпня 1937 року. Спочатку вона мала назву ву́лиця Литви́нова на честь радянського державного і партійного діяча М. М. Литвинова. Її перейменовано 5 березня 1941 року на честь українського поета, художника і мислителя Тараса Шевченка (1814—1861).
Забудова на вулиці — приватна, за винятком початку, де зведено декілька багатоповерхівок.

## Транспорт
- до будинків на початку вулиці — тролейбуси № 4, 7, 9; автобуси № 11, 24, 311, 324, 345, 346, 347, 348, 370, ост.: «Вул. Гагаріна».
- до будинків середини і кінця вулиці — тролейбуси № 4, 7, 9; автобуси № 11, 22, 24, 300, 306, 311, 322, 324, 325, 345, 346, 347, 348, 356, 359, 370, ост.: «Пл. Героїв», «Биханов сад».